# Copa UTTA
La Copa UTTA fue la más importante competencia turfística federal realizada en Argentina. Un torneo sin precedentes en el país que visitó Azul, Tandil y La Plata (Buenos Aires), Concepción del Uruguay y Gualeguaychú (Entre Ríos), Río Cuarto (Cba.) y ciudad de Córdoba, Rosario, Venado Tuerto y Santa Fe capital, Mendoza, San Juan, Tucumán. Así contabilizó 13 ciudades en su maratón por la Argentina.
Impulsada entre 2009 y 2012 por la Unión de los Trabajadores del Turf y Afines UTTA y su Secretario General Carlos Felice, esta serie de contiendas de turf -que incluyó certámenes de belleza regionales "Reina del Turf" y shows musicales de primera línea-, se desarrolló en forma itinerante en distintos hipódromos. Durante cada temporada, los ganadores de cada serie clasificaban para disputar la gran final anual. En la Copa participaron los mejores caballos pura sangre del turf federal y de ella surgieron productos que luego harían exitosas campañas en el país o el extranjero, tal el caso de Mad Speed, Brazilian Beat, Fuerte Señal.
Así también, dentro de las cuatro ediciones realizadas, se vio pasar artistas de la talla de Ricardo Montaner, Miranda!, Vicentico, Luciano Pereyra, Fabiana Cantilo, Los Pericos, Los Auténticos Decadentes, Los Cafres, Dread Mar I, Banda XXI, Ráfaga, entre otros.

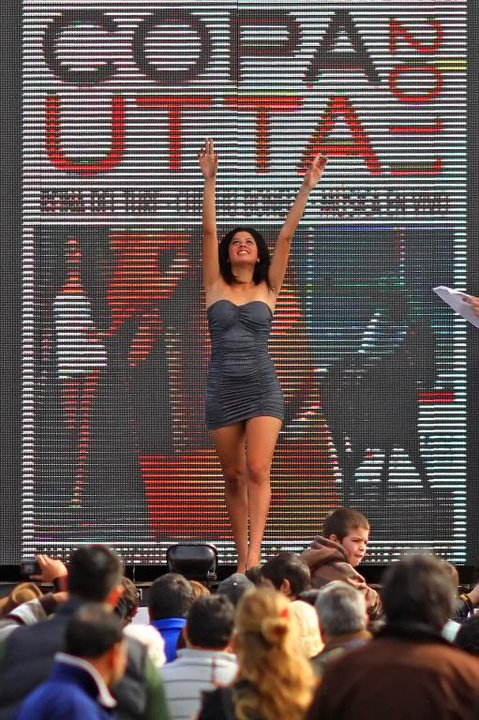
Reina del Turf Copa UTTA Gualeguaychu 2011

## El éxito de la Copa
Debido al éxito que mantuvo en cada una de sus ediciones, agregó cada año nuevas etapas a las series anuales: en total se desarrollaron 36 Copas UTTA en 4 años. Su gran suceso fomentó progresivamente la participación de ejemplares de diferentes zonas de las provincias argentinas, reuniendo en los hipódromos sede una cantidad cada vez mayor de público que disfrutó con pasión este gran evento turfístico.
En el terreno del impacto en los medios de comunicación, cada COPA UTTA produjo una verdadera revolución en cada localidad en la que hizo pie. Solo por dar un ejemplo, en Rosario en 2012 se convocaron alrededor de 30 mil personas con un impactante cierre de Los Auténticos Decadentes, banda argentina antológica.

## Objetivos
La iniciativa que persiguió la UTTA con la copa fue la promoción del turf en general, pero en particular del turf provinciano, alejado de los máximos hipódromos centrales de Buenos Aires. UTTA orientó su estrategia a la visualización de una realidad que hasta ese momento no lograba contar con espacio en los medios masivos de comunicación, ni en el imaginario social: una declinación de la actividad del turf, con un impacto de la crisis especialmente trágico en el interior del país.
En el camino de desarrollo de estos acontecimientos regionales de turf y entretenimiento y con la consigna "Hipódromos abiertos", la Copa UTTA logró exhibir la belleza geográfica del territorio argentino, también convocar a las familias en torno al concurso de belleza Reina del Turf y demostrar con hechos que el turf es una actividad que incluye todas las clases sociales e inclusive todos los segmentos etarios.

## Turf
Mad Speed resultó el primer campeón de la Copa y uno de los tres caballos que luce trofeos del certamen por triplicado en las vitrinas de sus dueños. El descendiente de Mad Champ, que ingresó a la reproducción en 2012 luego de una consagratoria campaña a nivel nacional, fue amplio vencedor en las etapas desarrolladas en Azul en las dos primeras temporadas de competencia, y se convirtió en el emblema inicial de la serie en diciembre de 2009, al prevalecer en el desenlace, en la arena pesada del hipódromo Independencia.

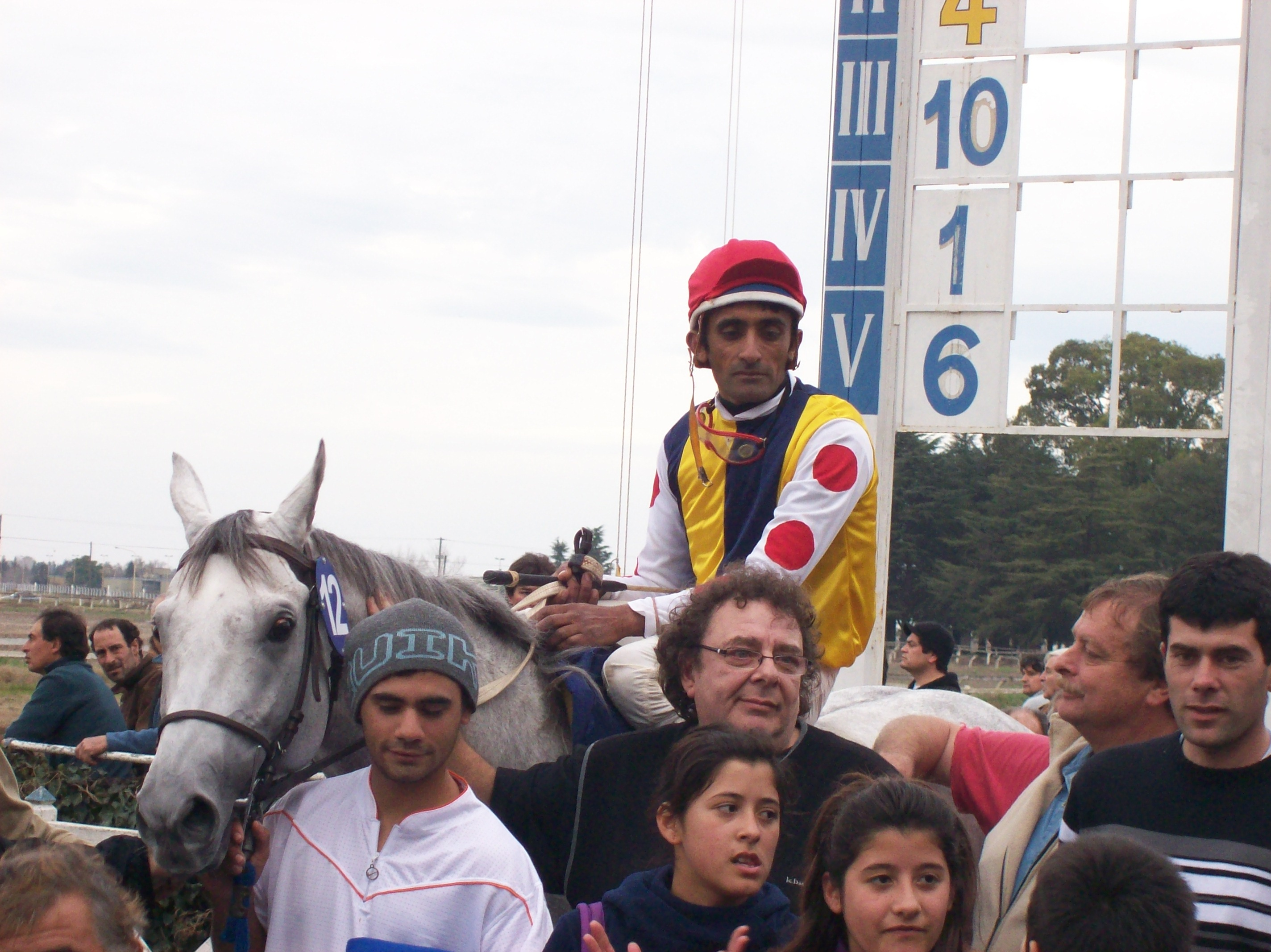
Mad Speed - Copa UTTA Tandil 2009

La edición 2010 recorrió cinco provincias, con carreras desde los 1200 metros hasta la milla, y allí surgió otro de los caballos más representativos de la serie: Brazilian Beat. Estuvo en  las gateras de tres de las seis pruebas efectuadas en el segundo semestre el hijo de Pure Prize, con la particularidad de haber cedido en Río Cuarto, a sólo kilómetros de su hogar, ante Mr. Minot (Numerous), y vencido en Venado Tuerto, donde se cobró desquite de su verdugo en tierras cordobesas, y en Gualeguaychú, en ambos casos batiendo los récords de los 1300 metros.

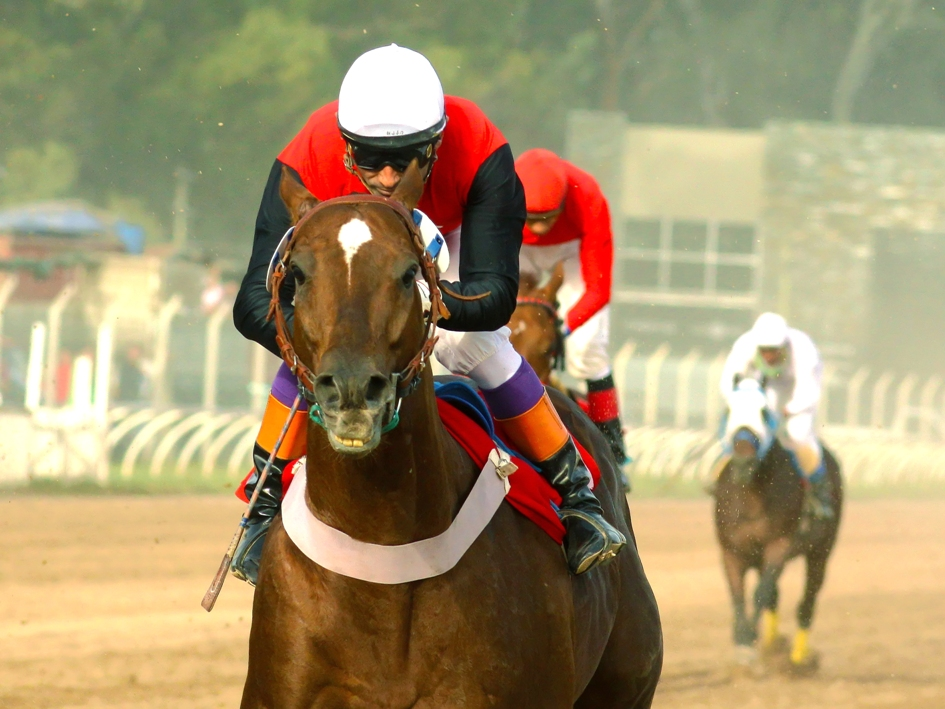
Brazilian Beat en Copa UTTA Córdoba 2011

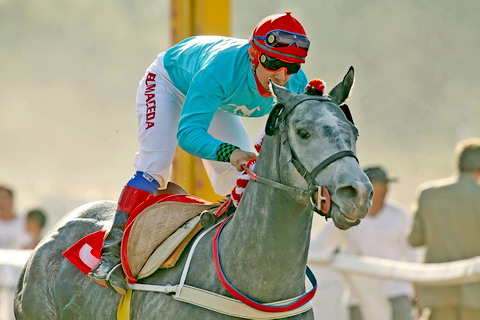
Fuerte Señal Copa UTTA San Juan 2012

El nombre de Brazilian Beat surgió por segundo año consecutivo en la Copa, ahora sí como profeta en su tierra. Su conquista fue medio pescuezo en los 1500 metros del hipódromo de la capital cordobesa, provincia en la que había comenzado el tercer ciclo, que incluyó otras cinco sedes y una decena por total, con triunfos también de Free Coffee (Freeleancer), en la milla santafesina; Iber Gaillarde (Iberique), en la pesada de Azul; Nordeste (Petit Poucet), primero en Rosario, en un final de fotografía, la tarde en la que la estadounidense Fire Pleasure (Langfhur) dominó la UTTA Nacional; Wewfe (Orpen), que sobresalió en Tucumán poco después del impacto de Shaggy (Bernstein), en la segunda y última versión extra, y el brasileño Segura Piao (Our Emblem), sólido en su festejo en Gualeguaychú, por ocho cuerpos.

El primero en coronarse en 2012, Fuerte Señal es un tordillo que alcanzó la gloria fuera de su provincia, lo que implica un plus, por la adaptación a un escenario desconocido y la superación de un largo viaje.

Fuerte Señal el 23 de septiembre de 2012 consiguió el pasaporte a la final por su triunfo por el pescuezo sobre Leonado, en la primera visita de la Copa al territorio sanjuanino. Una Fuerte Señal que hizo méritos para llegar cada día más lejos.

## Reina del Turf y espectáculo

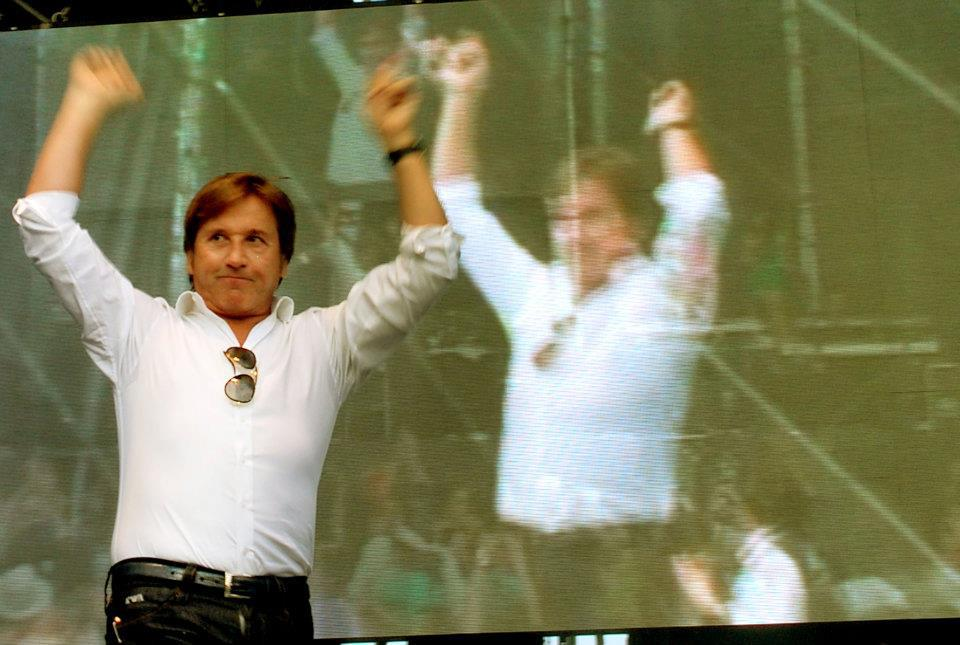
Ricardo Montaner en Copa UTTA 2011

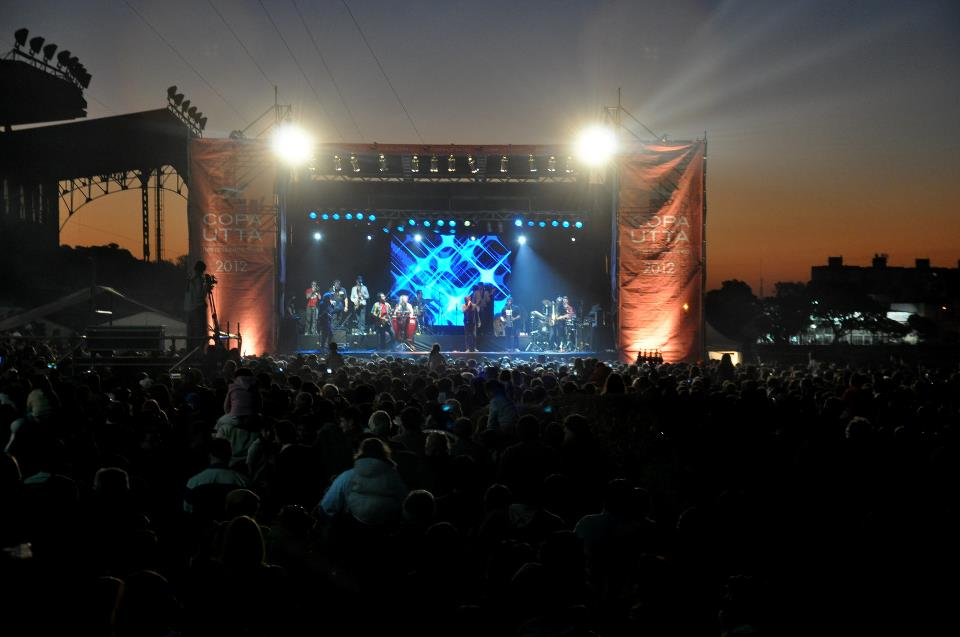
Copa UTTA Auténticos Decadentes Rosario 2012

La Copa UTTA cristalizó en cada una de las fechas en las que se desarrolló el concepto de "deporte, industria y espectáculo". Generó masividad con la presencia de importantes bandas; música para todas las edades, para todos los gustos, para todo el público.

El escenario itinerante de Copa UTTA fue del reggae de Los Cafres en Tucumán, a Tan Biónica en Mendoza, al folklore romántico de Luciano Pereyra en Venado Tuerto, o a la popularidad de Vicentico en Santa Fe. También Rosario exhibió a Los Auténticos Decadentes y San Juan a Miranda!. En Tandil, provincia de Buenos Aires, Fabiana Cantilo cantó para el público bonaerense.
Además, el concurso de belleza “Reina Nacional del Turf” desarrollado en el escenario de la Copa UTTA tuvo dos ediciones con conducción de figuras del espectáculo argentino como Josefina Pouso, Amalia Granata, María Susini, Sabrina Rojas, Adabel Guerrero, Dallys Ferreira, Debora Bello, entre otras destacadas personalidades.

Por lo que significa para esta actividad en el interior y por el componente de entretenimiento familiar, alegría, belleza, cultura, arte y diversión, en cada ciudad donde se desarrolló esta verdadera fiesta del turf, diferentes municipios como el de Venado Tuerto, Rosario, San Miguel de Tucumán y Santa Fe declararon a este tipo de evento de interés municipal.